# Карфіллі (сир)
Карфіллі (англ. Caerphilly, також Кайрфилли) — напівтвердий англійський сир, що виготовляється з пастеризованого коров'ячого молока у Великій Британії.

## Історія
Сир карфіллі з'явився в 1830 році в місті Карфіллі в Уельсі. Рецепт сиру був розроблений спеціально для місцевих шахтарів за зразком інших популярних видів сиру — ланкаширу, чеширу і уенслідейла. Сир карфіллі відрізнявся поживними властивостями і служив щоденним обідом для шахтарів. У XX столітті основний обсяг сиру стали виробляти на території Англії. У 1940-х роках відбувся спад виробництва, потім воно відновилося в графствах Вілтшир і Сомерсет. Сир карфіллі, який по закінченні війни виробляли на заводах, відрізнявся від довоєнних фермерських рецептів. На дозрівання такого сиру було потрібно менше часу, його текстура була більш щільною, ніж у сирів, вироблених фермерами. Зараз існує один виробник в невеликому містечку на території Уельсу, який варить сир у первісному вигляді за рецептами XIX століття. Цей сир відрізняється вершковим смаком і м'якою структурою.

## Опис
У XXI столітті вважається, що сир карфіллі придатний в їжу після 7-денної витримки. Молодий сир відрізняється ламкої текстурою, скоринкою блідого жовтуватого кольору з невеликою кількістю нальоту і щільною консистенцією. У молодого сиру кислуватий і солонуватий присмак. Якщо сир карфіллі витримувати 3—12 місяців, його скоринка придбає наліт цвілі, стане щільніше, твердіше і придбає коричневий колір. Карфіллі добре плавиться. Головка сиру важить від 700 грамів до двох кілограмів. Цей вид сиру часто подають з елем, молодим бургундським вином, з тостами.